# Volksstück
Drama ludowa (niem. Volksstück) – gatunek dramatu, istniejący w niemieckim i austriackim dramacie przez ponad 300 lat, odkryty ponownie w latach 60. XX w.

## Istota gatunku
Wyłonił się po rewolucji francuskiej i dostarczał rozrywki głównie drobnomieszczaństwu. Jego mottem było hasło vom Volk, über das Volk, für das Volk” – z ludu, o ludzie, dla ludu. Fabuła sztuk rozgrywała się w środowiskach małomiasteczkowych, z udziałem arystokracji, dramaty kończyły się happy endem, wiele z nich pisane było w dialekcie, ten celowy zabieg miał chwalić „mowę ludu”. Swe apogeum gatunek osiągnął na początku XIX wieku, kiedy ukazały się sztuki Johanna Nestroya i Ferdinanda Raimunda. Sztuki tego gatunku poddane były silnej cenzurze.
Nowa fala dramy ludowej w zupełnie innym kontekście nastąpiła pod koniec XIX wieku wraz z twórczością Ludwiga Anzegrubera. Jego sztuka Das vierte Gebot (Czwarta prośba) opierała się na schemacie melodramatu. W okresie międzywojennym gatunek uprawiali m.in. austriacki dramaturg Ödön von Horváth, Bertolt Brecht i Carl Zuckmayer. Za jedną z najważniejszych sztuk gatunku uznaje się Opowieści Lasku Wiedeńskiego, obnażającą małomiasteczkową moralność, egoizm, bezwzględność.

## Krytyka
Gatunek opiera się na sentymentalizmie i, zdaniem dramaturga Bertolda Brechta, który był zaciętym krytykiem tego gatunku, „fałszywym sumieniu” (falsches Bewusstsein).